# Tatler

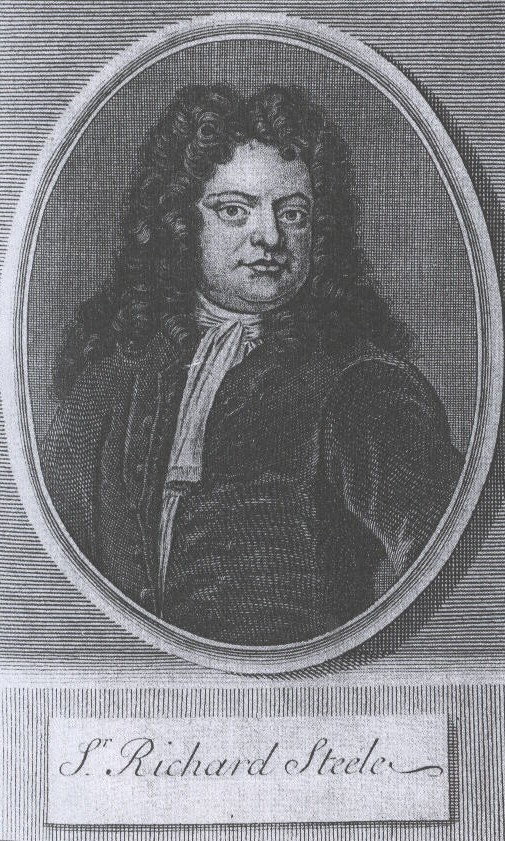
Richard Steele, fundador de la revista original

Tatler és el nom amb el qual s'han conegut diverses publicacions i revistes britàniques. Cadascuna d'aquestes s'ha denominat com la successora de la revista literària original fundada el 1709 per Richard Steele. L'actual, fundada el 1901, és una revista glamurosa publicada per Condé Nast Publications que se centra en l'estil de vida de la classe alta. L'octubre de 2009 es va celebrar una festa del 300 aniversari de la publicació.

## Història
El The Tatler original, va ser fundat el 1709 per Richard Steele usant el pseudònim d'Isaac Bickerstaff. La idea de Steele era publicar notícies i tafaneries escoltades en els cafès londinencs, d'aquí el títol, i sobretot, per deixar els temes de política als periòdics tradicionals. Per assegurar-se la cobertura completa de les xafarderies locals, va col·locar un reporter en cadascun dels cafès populars de Londres, aconseguint una cobertura global per a la seva publicació.
En la seva primera aparició es publicava tres vegades a la setmana, encara que aquesta empresa va durar només dos anys, des del 12 d'abril de 1709 al 2 de gener de 1711. Una edició completa es va publicar el 1710-11, amb el títol de The Lucubrations of Isaac Bickerstaff, Esq., (Les elucubracions d'Isaac Bickerstaff, Llic.) Dos mesos després de l'última edició de The Tatler, o sigui al març de 1711, Richard Steele i Joseph Addison van fundar la revista The Spectator.

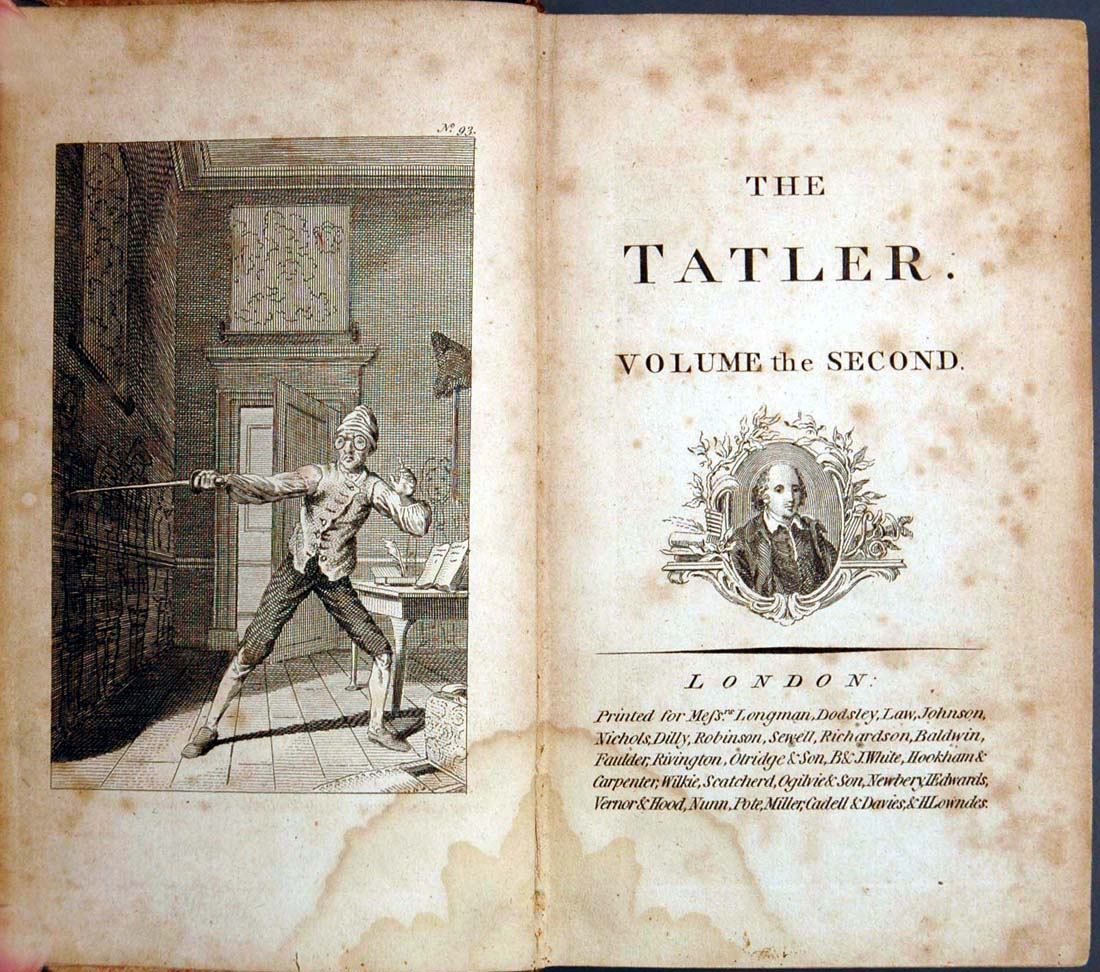
Revista britànica The Tatler (1709-1711) editada per Joseph Addison i Richard Steele

## Edicions posteriors
Més tard van sobreviure diverses revistes amb el nom de Tatler. Tres sèries es conserven en la Burney Collection.
Morphew, l'impressor original, va continuar produint noves emissions el 1711 sota el nom de "Isaac Bickerstaffe" des del 4 de gener (número 272) fins al 17 de maig (número 330).
Entre 1753 i 1754 es van publicar diverses edicions per William Bickerstaffe, nebot del mort Isaac Bickerstaffe.
James Watson, que anteriorment havia reproduït el londinenc Tatler a Edimburg, va publicar la seva pròpia Tatler el 13 de gener de 1711 amb el lema ”Donald Macstaff of the North ", que substitueix Isaac Bickerstaffe.
Tres mesos després que el Tatler original es publiqués per primera vegada, una escriptora desconeguda, utilitzant el pseudònim de "Mrs. Crackenthorpe", va publicar la revista que va ser anomenada Female Tatler. Els erudits dels anys 1960-1990 pensen que aquesta dona anònima va poder haver ser l'escriptora anglesa Delarivier Manley, dada que posteriorment es va descartar, desconeixent actualment qui era l'editora. Aquesta revista es va publicar entre el 8 de juliol de 1709 fins al 31 de març de 1710.
El 4 de setembre de 1830, Leigh Hunt va editar The Tatler, un diari sobre literatura i art escènic. Es va publicar entre el 13 de febrer de 1832 i el 20 d'octubre de 1832.

## La revista actualTatlereditada per Kate Reardon
L'actual publicació, amb el nom de Steele, va ser presentada el 3 de juliol de 1901 per Clement Shorter, editor de The Sphere. Durant un temps va ser una publicació setmanal, amb notícies i fotos dels balls de societat, esdeveniments de caritat, reunions en les carreres, moda i xafarderies, amb il·lustracions de The Tout i H. M. Bateman.
El 1940 va absorbir The Bystander. En 1961 Illustrated Newspapers, que publicava Tatler, The Sphere i The Illustrated London News, va ser comprat per Roy Thomson. El 1965 Tatler va passar a anomenar-se London Life. El 1968, va ser comprada per Guy Wayte's, que li va restituir el nom de Tatler. Tayler va ser declarat culpable de frau el 1980 per inflar la circulació de la revista de 15.000 a 49.000 unitats.
La revista va ser venuda el 1977 i rellançada com a revista setmanal, anomenada Tatler & Bystander el 1982. Tina Brown, editora entre 1979 i 1983, va crear una revista vibrant i juvenil, afegint-li noves dosis d'ironia i enginy a la revista que fins llavors solament era un títol social moribund. Brown es va referir a la nova revista com un còmic de la classe alta. L'augment de la seva circulació i influència va aconseguir que l'amo de la revista en aquell moment, Gary Bogard, vengués la publicació a Condé Nast. Brown es va traslladar a Nova York per editar la revista amb un altre títol: Vanity Fair.
Tatler va tenir diversos editors posteriors i una recessió en les vendes. Jane Procter va ser contractada per reinventar la revista el 1990, aconseguint triplicar les seves vendes fins a les 90.000 unitats. Aquesta xifra va ser superada cinc anys més tard per Geordie Greig. La revista va crear diversos suplements, incloent-hi guies de viatges i restaurants.